# Liber Viridis

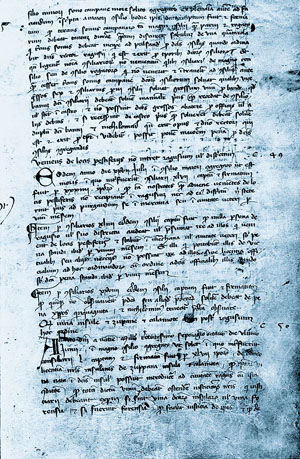
Una pagina del Liber viridis, con un atto del 27 luglio 1377

Il Liber Viridis (libro verde) è stato il terzo libro statutario della Repubblica di Ragusa, comprendente atti legislativi del periodo 1358-1460.

## Storia e contenuto
Il Liber Viridis fu preceduto cronologicamente dalle seguenti collazioni:
- Liber statutorum civitatis Ragusii. È lo Statuto raguseo promulgato nel 1272, al tempo della dominazione veneziana, composto da alcune norme scritte e consuetudinarie precedenti, nonché da innovazioni legislative. Molte norme sono di derivazione o di ispirazione veneziana.
- Liber omnium reformationum (1335-1410)

Venne poi seguito dall'ultimo libro statutario della Repubblica:
- Liber Croceus (1460-1808)

Esso contiene - in serie cronologica - i principali atti del Maggior Consiglio (Consilium majus), il massimo organo costituzionale legislativo della Repubblica. Per un breve periodo iniziale, tali atti vennero inseriti alternativamente nel Liber omnium reformationum e nel Liber viridis, creando di fatto due serie parallele e complementari. Il primo atto contenuto nel Liber viridis è datato 28 febbraio 1358, mentre l'ultimo è datato 27 novembre 1460.
Tutti gli atti sono in italiano e in latino. A partire da due deliberazioni del Senato raguseo (Consiglio dei Pregadi) del febbraio e novembre 1472, si stabilì anche ufficialmente il divieto dell'utilizzo della lingua slava di Ragusa nelle arringhe all'interno dei consessi pubblici (de vetando lingua[m] sclavam in consiliis nostris ad arengerias), introducendo l'obbligo di utilizzo del latino, dalmatico e del volgare italiano: da quel momento in poi il numero degli atti in lingua italiana divenne prevalente anche nelle collazioni statutarie.

## Edizioni
La prima edizione completa del Liber Viridis è quella curata dagli studiosi serbi Branislav M. Nedeljković e Radovan Samardžić nel 1984, per quanto presenti qualche errore. 
Nel 2021 è stato pubblicato in Italia da Antonio Fares, in un volume, di 546+LXXVIII pagine. Oltre al testo ed agli indici della Repubblica di Ragusa, è corredato ex novo da un Index Capitulorum, da un Index Nominum, un'Addenda e 1160 note a piè di pagina. Per una più facile consultazione, ha due premesse, tradotte in inglese; una tecnica ed una storico giuridica.